# アイダー運河

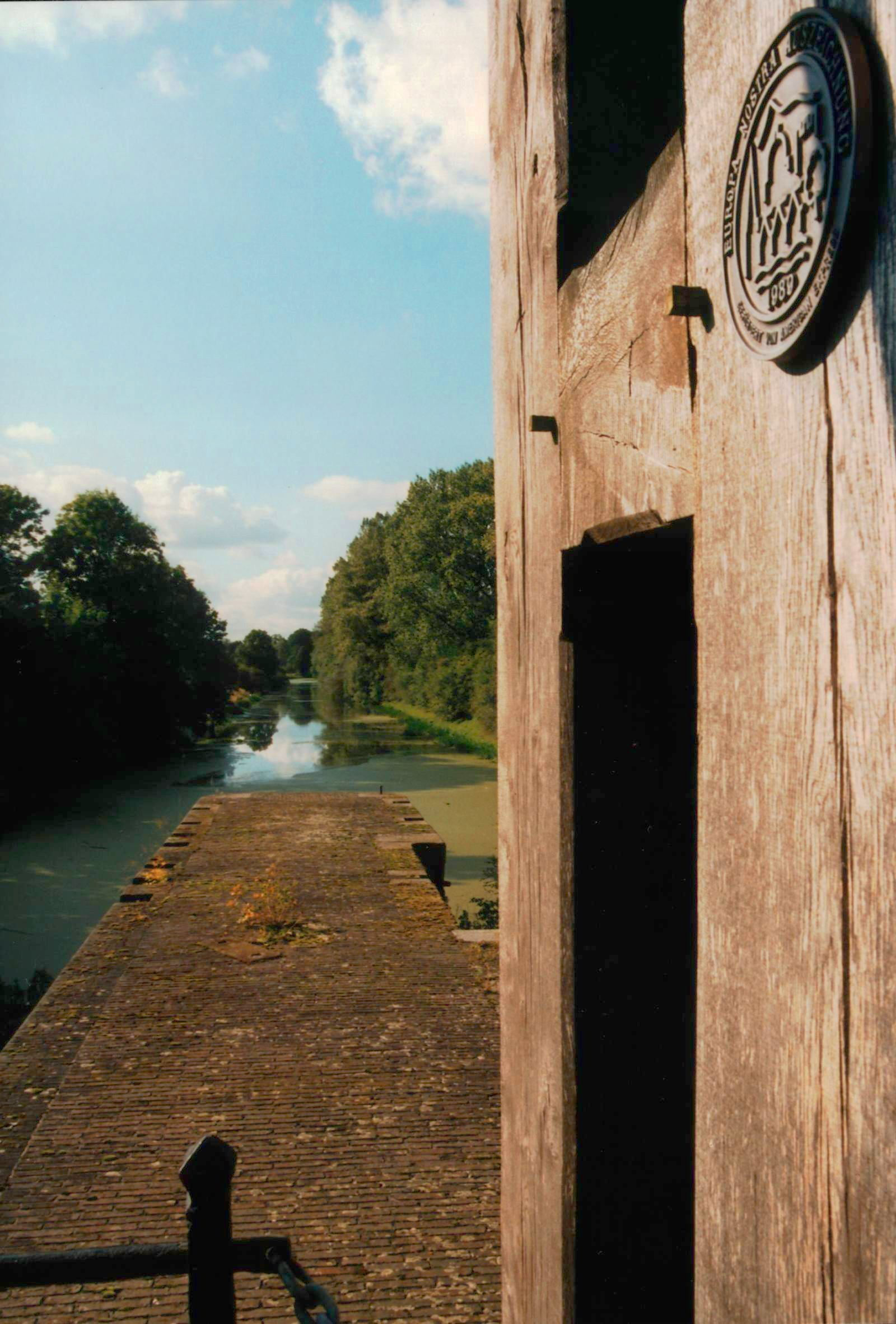
アイダー運河

アイダー運河（アイダーうんが、独: Eiderkanal）はドイツ、シュレースヴィヒ＝ホルシュタイン州の運河。1777年から1784年にかけて、当時シュレースヴィヒ＝ホルシュタインを統治していたデンマーク王クリスチャン7世のもとユトランド半島の付け根部分に建設された。アイダー川（Eider）とレーベンザウ川（Levensau）の流れを利用して作られたレンツブルク（Rendsburg)からキール（Kiel）までの43キロ。幅は31メートル、深さは3.5メートル。レンツブルクから西はアイダー川の流れを使いユトランド半島の西側テニング（Tönning）までを繋いだ。
船舶の交通量の増加から1887年より運河の一部とエルベ川の流れを利用してより幅の広いキール運河が建設され、1895年の完成を以ってキール運河にその役目を譲った。